# Флеш (Граубюнден)
Флеш (нім. Fläsch) — громада  в Швейцарії в кантоні Граубюнден, регіон Ландкварт.

## Географія
Громада розташована на відстані близько 160 км на схід від Берна, 20 км на північ від Кура.
Флеш має площу 19,9 км², з яких на 2,5% дозволяється будівництво (житлове та будівництво доріг), 34,6% використовуються в сільськогосподарських цілях, 42,8% зайнято лісами, 20,1% не є продуктивними (річки, льодовики або гори).

## Демографія
2019 року в громаді мешкало 835 осіб (+40,1% порівняно з 2010 роком), іноземців було 10,1%. Густота населення становила 42 осіб/км².
За віковим діапазоном населення розподілялося таким чином: 17,2% — особи молодші 20 років, 65,4% — особи у віці 20—64 років, 17,4% — особи у віці 65 років та старші. Було 387 помешкань (у середньому 2,1 особи в помешканні).
Із загальної кількості 289 працюючих 106 було зайнятих в первинному секторі, 12 — в обробній промисловості, 171 — в галузі послуг.